# Pomnik Marii Konopnickiej w Krakowie
Pomnik Marii Konopnickiej – pomnik znajdujący się w Krakowie, na Osiedlu Podwawelskim, przy ulicy Komandosów, w dzielnicy VIII, w Dębnikach.
Popiersie Marii Konopnickiej, jest dziełem zaprojektowanym przez Antoniego Hajdeckiego.
Pomnik został uroczyście osłonięty w 1986 roku.